# Nektariusz z Eginy
Nektariusz Kefalas, również Nektariusz z Eginy, imię świeckie Anastasios Kefalas, gr. Άγιος Νεκτάριος Αιγίνης, cs. Swiatitiel Nektarij Kefalas, mitropolit Pentapolskij (ur. 1 października 1846 w Silivrii, zm. 9 listopada 1920 w Eginie) – grecki mnich i jeden z bardziej znanych współcześnie świętych prawosławnych Greckiego Kościoła.

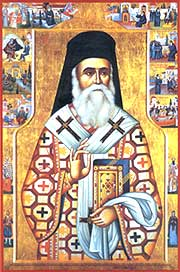
Ikona św. Nektariusza. W ikonografii święty ten przedstawiany jest w biskupich szatach lub czarnej mantii, z czarnym kłobukiem na głowie i siwą brodą średniej długości. Zazwyczaj prawą rękę wznosi w geście błogosławieństwa, w lewej zaś trzyma zamkniętą Ewangelię.

## Życiorys
Urodził się w ubogiej, wielodzietnej greckiej rodzinie w Tracji, niedaleko Konstantynopola, otrzymując imię Anastazy. Nauki, podczas których wyróżniał się ponadprzeciętną inteligencją, pobierał w Konstantynopolu, gdzie mieszkał od 14. roku życia. Na naukę i swoje utrzymanie zarabiał własną pracą. Po studiach został nauczycielem w mieście Chios. Po pracy oddawał się modlitwie i ascezie w celu duchownego doskonalenia.
Mając 30 lat wstąpił do klasztoru, w 1875 przyjmując święcenia przyjął imię Łazarz. Dwa lata później złożył ponownie śluby, został wyświęcony na hierodiakona i przyjął imię Nektariusz. Dzięki znajomości z patriarchą aleksandryjskim mógł podjąć studia teologiczne w Atenach, po ukończeniu których został wysłany do Kairu. Pełnił tam funkcję kapłana w kościele Agios Nikolaos (św. Mikołaja). W uznaniu jego wiedzy i zdolności organizacyjnych patriarcha aleksandryjski Sofroniusz IV wyświęcił go na arcybiskupa Pentapolis. Po roku arcybiskup Nektariusz był zmuszony ustąpić z urzędu na skutek intryg miejscowego duchowieństwa. Udał się do Aten, gdzie został wykładowcą teologii. Zajął się również wydawaniem publikacji, które uzyskały szeroki rozgłos.
W 1908, rezygnując z posady uniwersyteckiej osiadł na Eginie w monasterze Trójcy Świętej, który wcześniej sam założył i zbudował. Poświęcił się całkowicie życiu mnicha i pracy nad kolejnymi publikacjami. Zyskał sławę cudotwórcy i jasnowidza, do którego udawały się rzesze wiernych z całej Grecji.
Zmarł w 1920 r. i został pochowany na terenie monasteru. Według tradycji Cerkwi, gdy po 33 latach otwarto jego grób, okazało się, że ciało Nektariusza nie uległo rozkładowi. Według świadków z grobu wydzielał się cudowny zapach. Ten fakt oraz wcześniejsza sława cudotwórcy, jaką cieszył się mnich, stały się podstawą do jego kanonizacji. Odbyła się ona w Konstantynopolu w 1961 r. Obecnie święty spoczywa w sarkofagu w kaplicy przy katolikonie pw. Świętej Trójcy.

## Kult
Obecnie najbardziej znany jako autor hymnu maryjnego Agni Parthene.
Jego kult jest praktykowany na wyspie Egina w poświęconej mu bazylice.
W ikonografii Nektariusz przedstawiany jest w biskupich szatach (lub czarnej mantii) z czarnym kłobukiem na głowie. Zazwyczaj prawą ręką błogosławi, w lewej trzyma zamkniętą Ewangelię. Ma siwą, średniej długości brodę.